# Paul Pömpner
Paul Pömpner (Weißenfels, 28 december 1892 – 17 mei 1934) was een Duits voetballer.

## Carrière

### Club
Pömpner begon zijn carrière bij de jeugd van SC Preußen Weißenfels en maakte in 1908 de overstap naar Wacker Halle, waarmee hij in 1911 en 1912 de finale om de Midden-Duitse titel speelde. In 1912 verhuisde hij voor zijn werk naar Leipzig en ging voor VfB Leipzig spelen, een topclub. Al in zijn eerste seizoen won hij met de club de Midden-Duitse titel en plaatste zich zo voor de eindronde om de landstitel. In de eerste rond scoorde hij vier van de vijf doelpunten tegen FC Askania Forst. Nadat ook nog BTuFC Viktoria 1889 verslagen werd plaatste de club zich al voor de vijfde keer voor de finale. Amper zes minuten na de penalty van Eduard Pendorf maakte Pömpner de 2-0. Het werd uiteindelijk 3-1. Het volgende seizoen moest de club de Midden-Duitse titel aan stadsrivaal SpVgg 1899 Leipzig-Lindenau laten, maar als titelverdediger waren ze wel voor de eindronde geplaatst. In Königsberg kwamen ze achter tegen SV Prussia-Samland Königsberg, maar hij kon de gelijkmaker binnen trappen kort voor de rust. Na de rust scoorde hij ook nog de 1-4. Na een overwinning op Duisburger SpV speelde hij de tweede finale op rij. Het werd 3-2 voor SpVgg Fürth. Ook in 1925 en 1927 speelde hij nog de eindronde, maar deze keer werd de club snel uitgeschakeld.

### Nationaal elftal
Nadat hij in 1913 al voor de Midden-Duitse selectie speelde werd hij na de oorlog ook nog vaak opgeroepen om hiervoor te spelen. Hij debuteerde op 31-jarige leeftijd op 31 augustus 1924 voor het nationaal elftal tegen Zweden, waar ze met 4-1 van verloren. Zijn laatste interland speelde hij op 26 juni 1925 in Helsinki tegen Finland. In deze wedstrijd scoorde hij nochtans 3 doelpunten.
Hij kwam in 1934 bij een verkeersongeval om het leven.